# Revúca (rzeka)
Revúca (również Revúčanka) – niewielka rzeka w Karpatach Zachodnich na Słowacji, lewy dopływ Wagu. Ma źródła w Wielkiej Fatrze, w lejach źródliskowych u wschodnich stoków szczytu Krížna, Frčkov i Ostredok. Początkowo spływa dnem Suchej doliny w kierunku wschodnim i północno-wschodnim do górnej części miejscowości Liptovské Revúce. Od ujścia potoku Šturec spływa w kierunku północno-wschodnim dnem Revúckiej doliny. We wsi Liptovská Osada uchodzą do Revúcy potoki Korytnica i Lúžňanka. Od ujścia Korytnicy Revúca wypływa na Revúcke podolie. Uchodzi do Wagu w miejscowości Rużomberk (Ružomberok) na wysokości około 475 m. Długość rzeki wynosi ok. 33 km. 
Do ujścia Korytnicy cała zlewnia Revúcy znajduje się w obrębie Wielkiej Fatry. Od ujścia Korytnicy koryto Revúcy tworzy naturalną granicę między Wielką Fatrą (po zachodniej stronie) i Niżnymi Tatrami (po wschodniej stronie).
Główne dopływy:
- lewe: Zelený potok (Lopušná), Turecký potok, Teplý potok, Skalný potok, Vyšný Matejkov, Matejkovský potok, Potok murárov, Trlenský potok.
- prawe: Šturec, Hričkovský potok, Korytnica, Lúžňanka, Strelovec

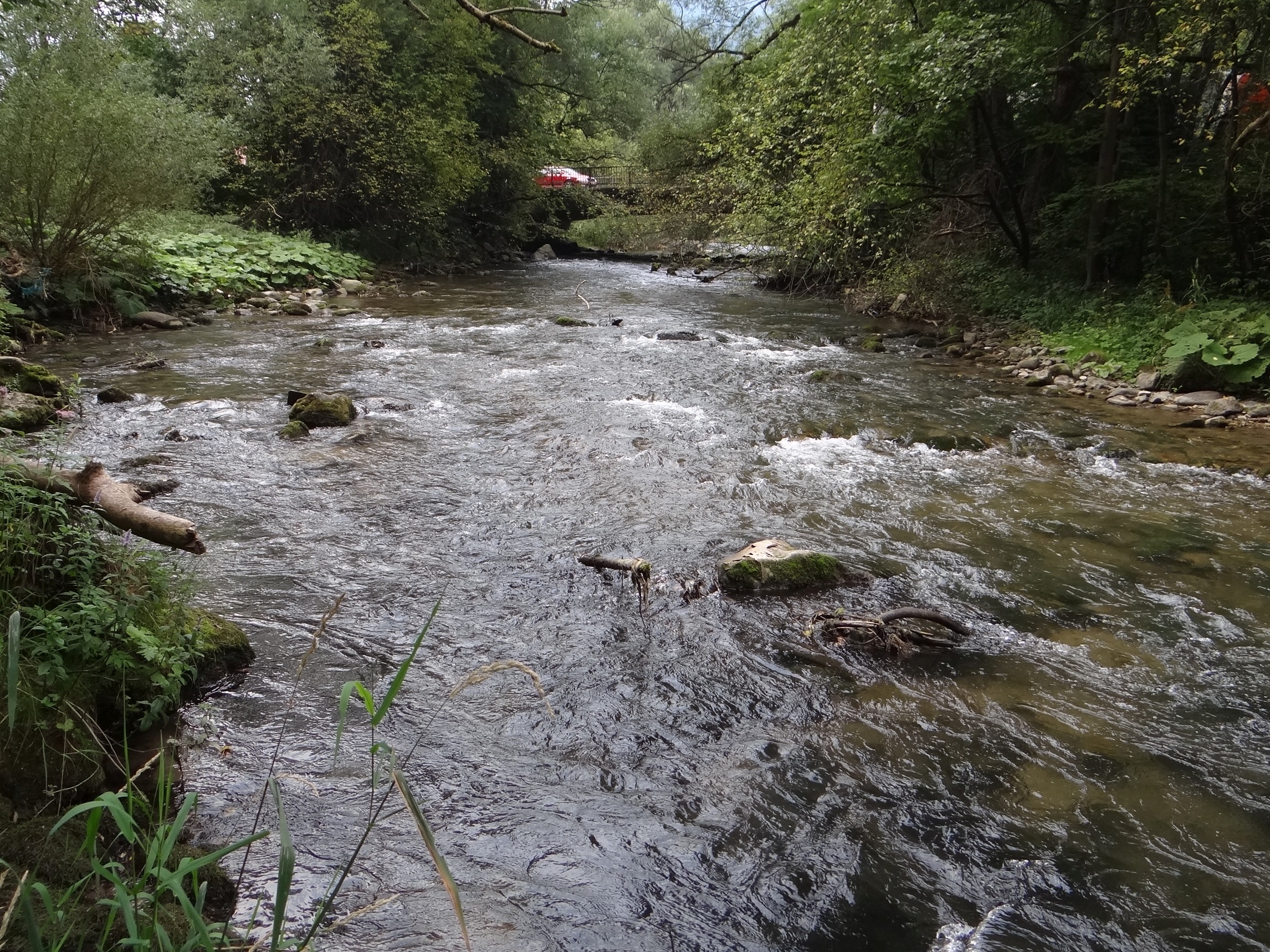
Revúca w osadzie Podsuchá
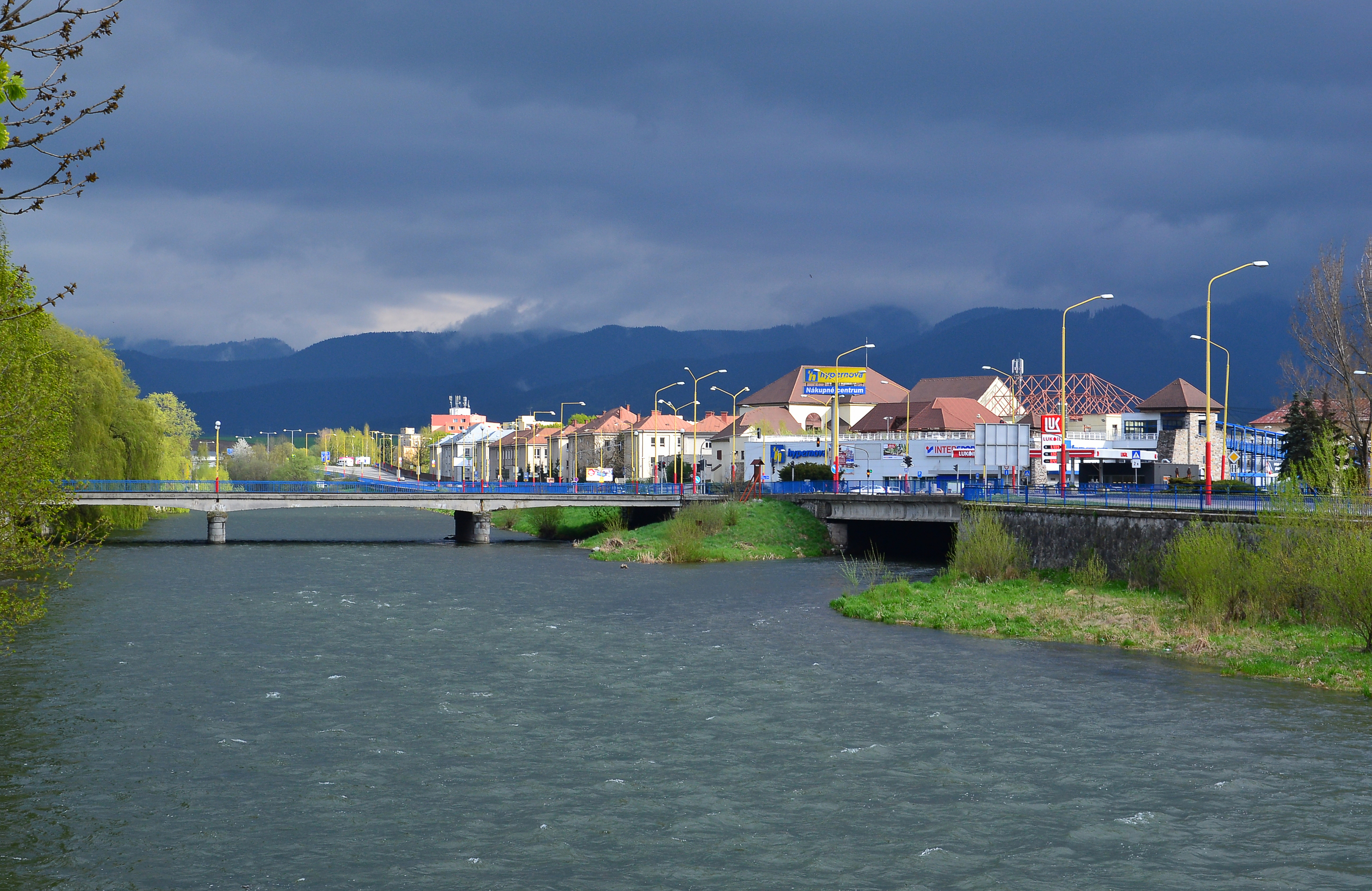
Revúca wpływa do Wagu w Rużomberku